# Jonah Radebaugh
Jonah Radebaugh (Thornton, 17 giugno 1997) è un cestista statunitense naturalizzato montenegrino.

## Statistiche

### College
| Anno      | Squadra           | PG  | PT  | MP   | TC%  | 3P%  | TL%  | RP  | AP  | PRP | SP  | PP   |
| --------- | ----------------- | --- | --- | ---- | ---- | ---- | ---- | --- | --- | --- | --- | ---- |
| 2016-2017 | N. Colorado Bears | 29  | 28  | 33,8 | 45,8 | 39,6 | 60,0 | 5,5 | 1,9 | 1,1 | 0,1 | 7,6  |
| 2017-2018 | N. Colorado Bears | 38  | 36  | 35,5 | 46,9 | 43,8 | 67,2 | 6,0 | 1,3 | 1,0 | 0,3 | 7,9  |
| 2018-2019 | N. Colorado Bears | 32  | 32  | 37,0 | 38,8 | 31,8 | 72,6 | 6,1 | 2,4 | 1,0 | 0,2 | 9,5  |
| 2019-2020 | N. Colorado Bears | 31  | 31  | 37,7 | 49,5 | 44,3 | 78,9 | 6,3 | 6,5 | 1,5 | 0,2 | 16,5 |
| Carriera  | Carriera          | 130 | 127 | 36,0 | 45,8 | 39,5 | 71,9 | 6,0 | 3,0 | 1,1 | 0,2 | 10,3 |

### Eurolega
| Anno      | Squadra  | PG | PT | MP   | TC%  | 3P%  | TL%  | RP  | AP  | PRP | SP  | PP  |
| --------- | -------- | -- | -- | ---- | ---- | ---- | ---- | --- | --- | --- | --- | --- |
| 2022-2023 | Valencia | 34 | 17 | 17,3 | 42,6 | 35,0 | 95,5 | 1,6 | 1,4 | 0,7 | 0,2 | 5,7 |
| Carriera  | Carriera | 34 | 17 | 17,3 | 42,6 | 35,0 | 95,5 | 1,6 | 1,4 | 0,7 | 0,2 | 5,7 |

## Palmarès

### Individuale
- Basketball Champions League Star Lineup: 1

Ludwigsburg: 2021-22